# Wake Me Up
Wake Me Up er en single af den svenske DJ og producer Avicii med vokaler fra den amerikanske sanger Aloe Blacc. Wake Me Up blev udgivet den 17. juni 2013 som den første single fra Berglings debutalbum True, der blev udgivet den 13. september 2013. Wake Me Up blev skrevet af Tim Bergling (Avicii), Mike Einziger og Aloe Blacc. Wake Me Up blev en international succes, og det var den bedst sælgende sang i Danmark i 2013.
Wake Me Up blev debuteret på Ultra Music Festival i Miami i 2013. Bergling blev buhet ud af scenen, idet sangen blev spillet med liveinstrumenter på en elektronisk musikfestival. Det blev set som et vellykket mediestunt, da Bergling udgav hans "2013 Promo Mix" på SoundCloud, der i sidste ende vendte fansene på den anden side.
Samtidigt med at Wake Me Up fyldte 10 år, blev det diamant-certificeret af RIAA. Det gør den til den bedst sælgende elektroniske sang i historien, med over 11 millioner solgte kopier.Billboard puttede den på nummer 57 over bedste sange i 2010'erne. Wake Me Up er dermed den eneste sang der nåede listen, uden at have nået top 3 på Billboard Hot 100.

## Baggrund
Blacc har fortalt, at han skrev teksten til omkvædet i en bus på vej ud af Schweiz. Der skrev han linjen "Wake me up when it's all over".Selve instrumentalen blev lavet af Bergling og Einziger i slutningen af 2012 i Malibu. Wake Me Up var den første sang de lavede sammen, og den tog angiveligt kun nogle få timer at lave. De aftalte at mødes igen senere, da Bergling skulle spille nogle shows.Bergling og Aloe Blacc mødtes første gang i 2013, da Bergling ledte efter nogle soul-sangere til hans nye album. De arbejdede sammen på nogle sange, da det gik op for Bergling at han havde dobbelt-booket, og derfor havde en session med Mike Einziger. Einziger foreslog, at han tog Blacc med, og det var der hvor de sammen skrev teksten til Wake Me Up.
Wake Me Up blev premieret på Ultra Music Festival i Miami den 22. marts 2013. Den blev spillet sammen med de andre sange fra True med liveinstrumenter, og det var ikke velset blandt publikum. Bergling blev buhet ud af scenen, og han mødte kritik på internettet, hvor flere erklærede hans karriere som død.Bergling ønskede at vende fansene om, og han spurgte derfor om tilladelse til at offentliggøre flere af sangene på SoundCloud. Selvom han ikke fik tilladelse, besluttede hans manager at gøre det alligevel. Hans "2013 Promo Mix" blev et kæmpe hit, og internettet hyldede Berglings nye lyd.

## Hitlister
| Hitliste (2013-2014)                             | Højeste position |
| ------------------------------------------------ | ---------------- |
| Australien (ARIA)                                | 1                |
| Østrig (Ö3 Austria Top 40)                       | 1                |
| Belgien (Ultratop 50 Flanderen)                  | 1                |
| Belgien (Ultratop 50 Vallonien)                  | 1                |
| Bulgaria (IFPI)                                  | 1                |
| Brazil (Billboard Brasil Hot 100)                | 1                |
| Brazil Hot Pop Songs                             | 1                |
| Canada (Canadian Hot 100)                        | 2                |
| Colombia (National-Report)                       | 19               |
| Tjekkiet (Rádio Top 100)                         | 1                |
| Tjekkiet (Singles Digitál Top 100)               | 4                |
| Danmark (Track Top-40)                           | 1                |
| Europa (Euro Digital Songs)                      | 1                |
| Finland (Suomen virallinen lista)                | 1                |
| Frankrig (SNEP)                                  | 1                |
| Tyskland (Official German Charts)                | 1                |
| Greece Airplay (IFPI)                            | 1                |
| Greece Digital Songs (Billboard)                 | 1                |
| Ungarn (Dance Top 40)                            | 1                |
| Ungarn (Rádiós Top 40)                           | 1                |
| Ungarn (Single Top 40)                           | 1                |
| Irland (IRMA)                                    | 1                |
| Israel (Media Forest)                            | 1                |
| Italien (FIMI)                                   | 1                |
| Japan (Japan Hot 100)                            | 6                |
| Lebanon (The Official Lebanese Top 20)           | 1                |
| Luxembourg Digital Songs (Billboard)             | 1                |
| Mexican Anglo Chart (Monitor Latino)             | 2                |
| Holland (Dutch Top 40)                           | 1                |
| Holland (Single Top 100)                         | 1                |
| New Zealand (RIANZ)                              | 1                |
| Norge (VG-lista)                                 | 1                |
| Polen (Polish Airplay Top 100)                   | 1                |
| Polen (Dance Top 50)                             | 1                |
| Portugal Digital Songs (Billboard)               | 1                |
| Romania (Airplay 100)                            | 1                |
| 1                                                |                  |
| Skotland (Official Charts Company)               | 1                |
| Slovakiet (Rádio Top 100)                        | 1                |
| Slovakiet (Singles Digitál Top 100)              | 22               |
| Slovenia (SloTop50)                              | 1                |
| Slovakiet (Singles Digitál Top 100)              | 30               |
| Sydafrika (EMA)                                  | 3                |
| Spanien (PROMUSICAE)                             | 1                |
| Sverige (Sverigetopplistan)                      | 1                |
| Schweiz (Schweizer Hitparade)                    | 1                |
| Storbritannien Singles (Official Charts Company) | 1                |
| Storbritannien Dance (Official Charts Company)   | 1                |
| 4                                                |                  |
| USA Billboard Hot 100                            | 4                |
| USA Hot Dance/Electronic Songs (Billboard)       | 1                |
| USA Adult Contemporary (Billboard)               | 5                |
| USA Adult Top 40 (Billboard)                     | 1                |
| USA Dance Club Songs (Billboard)                 | 1                |
| USA Mainstream Top 40 (Billboard)                | 1                |
| USA Rhythmic (Billboard)                         | 14               |
| USA Rock Airplay (Billboard)                     | 5                |
| Venezuela Pop Rock General (Record Report)       | 1                |

| Hitliste (2018)           | Højeste position |
| ------------------------- | ---------------- |
| Canada (Canadian Hot 100) | 8                |
| Portugal (AFP)            | 22               |
| USA Billboard Hot 100     | 34               |

| Hitliste (2021–2022) | Højeste position |
| 154                  |                  |
| -------------------- | ---------------- |

| Hitliste (2013)                           | Position |
| ----------------------------------------- | -------- |
| Australia (ARIA)                          | 4        |
| Austria (Ö3 Austria Top 40)               | 1        |
| Belgium (Ultratop Flanders)               | 1        |
| Belgium (Ultratop Wallonia)               | 8        |
| Canada (Canadian Hot 100)                 | 7        |
| France (SNEP)                             | 7        |
| Germany (Official German Charts)          | 1        |
| Hungary (Dance Top 40)                    | 11       |
| Hungary (Rádiós Top 40)                   | 9        |
| Israel (Media Forest)                     | 2        |
| Netherlands (Dutch Top 40)                | 2        |
| Netherlands (Single Top 100)              | 1        |
| New Zealand (Recorded Music NZ)           | 8        |
| Russia Airplay (TopHit)                   | 14       |
| Slovenia (SloTop50)                       | 1        |
| Spain (PROMUSICAE)                        | 5        |
| Sweden (Sverigetopplistan)                | 1        |
| Switzerland (Schweizer Hitparade)         | 1        |
| Ukraine Airplay (TopHit)                  | 27       |
| UK Singles (Official Charts Company)      | 3        |
| US Billboard Hot 100                      | 19       |
| US Adult Top 40 (Billboard)               | 35       |
| US Dance Club Songs (Billboard)           | 6        |
| US Hot Dance/Electronic Songs (Billboard) | 3        |
| US Mainstream Top 40 (Billboard)          | 17       |
| Hitliste (2014)                           | Position |
| Belgium (Ultratop Flanders)               | 30       |
| Belgium (Ultratop Wallonia)               | 37       |
| Brazil (Crowley)                          | 63       |
| Canada (Canadian Hot 100)                 | 21       |
| France (SNEP)                             | 68       |
| Germany (Official German Charts)          | 92       |
| Hungary (Dance Top 40)                    | 25       |
| Hungary (Single Top 40)                   | 31       |
| Japan (Japan Hot 100)                     | 80       |
| Netherlands (Single Top 100)              | 44       |
| Russia Airplay (TopHit)                   | 24       |
| Slovenia (SloTop50)                       | 17       |
| Spain (PROMUSICAE)                        | 46       |
| Sweden (Sverigetopplistan)                | 8        |
| Switzerland (Schweizer Hitparade)         | 34       |
| Ukraine Airplay (TopHit)                  | 81       |
| UK Singles (Official Charts Company)      | 70       |
| US Billboard Hot 100                      | 22       |
| US Adult Contemporary (Billboard)         | 8        |
| US Adult Top 40 (Billboard)               | 23       |
| US Hot Dance/Electronic Songs (Billboard) | 2        |
| US Mainstream Top 40 (Billboard)          | 41       |
| US Rock Airplay (Billboard)               | 44       |
| Hitliste (2015)                           | Position |
| France (SNEP)                             | 178      |
| Hitliste (2018)                           | Position |
| Hungary (Single Top 40)                   | 69       |
| Portugal Full Track Download (AFP)        | 187      |
| Sweden (Sverigetopplistan)                | 15       |
| US Hot Dance/Electronic Songs (Billboard) | 49       |
| Hitliste (2019)                           | Position |
| Sweden (Sverigetopplistan)                | 59       |
| Hitliste (2021)                           | Position |
| Sweden (Sverigetopplistan)                | 94       |
| Hitliste (2022)                           | Position |
| Australia (ARIA)                          | 100      |
| Global Excl. US (Billboard)               | 114      |

| Hitliste (2010–2019)                      | Position |
| ----------------------------------------- | -------- |
| Australia (ARIA)                          | 11       |
| Germany (Official German Charts)          | 4        |
| Netherlands (Dutch Top 40)                | 3        |
| UK Singles (Official Charts Company)      | 13       |
| US Billboard Hot 100                      | 57       |
| US Hot Dance/Electronic Songs (Billboard) | 4        |